# Église catholique à Gibraltar
L'Église catholique à Gibraltar  (en anglais : « Catholic Church in Gibraltar »), désigne l'organisme institutionnel et sa communauté locale ayant pour religion le catholicisme à Gibraltar.
L'Église à Gibraltar est organisée en une unique juridiction épiscopale, le diocèse de Gibraltar, qui n'est pas soumis à une juridiction nationale au sein d'une église nationale mais qui est une Église particulière exemptée immédiatement soumise à la juridiction universelle du pape, évêque de Rome, au sein de l'« Église universelle ».
La Constitution de 2006 ne stipule pas que Gibraltar aurait une religion d'État ou officielle et l'article 9 autorise toutes les religions dont l'Église catholique.    
L'Église catholique est la communauté religieuse majoritaire à Gibraltar.   

## Législation en matière religieuse
Plusieurs alinéas de l'article 9 de la Constitution de 2006 autorisent toutes les religions dont l'Église catholique :    
- L'alinéa 1 : « La liberté comprend la liberté de religion, la liberté de changer de religion ou de conviction, et la liberté, que ce soit seul ou en communauté avec d'autres et à la fois en public et privé, pour manifester et propager sa religion ou croyance en un culte, un enseignement, une pratique et observance »;
- L'alinéa 2 : « Sauf avec son consentement (ou, s’il est mineur conformément à la loi, avec la consentement de son tuteur), aucune personne fréquentant un lieu d’enseignement n’est obligée recevoir un enseignement religieux ou participer ou assister à une cérémonie religieuse ou observance si cette instruction, cérémonie ou observance concerne une religion qu'il ne professe pas»;
- L'alinéa 3 : « Aucune communauté ou dénomination religieuse ne doit être empêchée »;
- L'alinéa 4 : « Nul ne peut être contraint de prêter serment qui soit contraire à sa religion ou conviction ou de prêter serment d'une manière contraire à sa religion ou sa conviction ».

## Organisation ecclésiastique
L'Église catholique comprend les cinq paroisses du diocèse de Gibraltar qui sont toutes situées à Gibraltar : Sainte-Thérèse, Saint-Paul, Saint-Joseph, Sacré-Cœur et Saint-Bernard.  
En étroite communion avec le Saint-Siège, l'évêque du diocèse de Gibraltar n'est membre d'aucune instance de concertation.   

## Édifices
Les cinq paroisses de l'Église catholique se répartissent neuf édifices catholiques, à savoir une cathédrale, six églises, une chapelle et un sanctuaire :  

### Cathédrale
- La cathédrale Sainte-Marie-la-Couronnée.

### Églises
- Église Sainte Thérèse (en);
- Église Saint-Paul (en);
- Église Saint-Joseph (en);
- Église Saint-Bernard (en);
- Église Sacré-Cœur (en);
- Église Notre-Dame-des-Douleurs (en);

### Chapelle
- Chapelle Saint-Bernard de l’Hôpital (St. Bernard’s Hospital Chapel);

### Sanctuaire
- Sanctuaire Notre-Dame-d'Europe (en).

## Statistiques
Dans une population de 27 884 d'habitants, l'Église catholique est la communauté religieuse majoritaire avec 23 000 de catholiques baptisés (72% de la population), avant les Anglicans 7 %, les sans-religions 7 %, les Musulmans 4 % et les Juifs 2,1 % (recensement de 2001, voir : démographie de Gibraltar). 

## Sources
- Annuaire pontifical de 2017 et précédents

- Diocèse catholique à Gibraltar